# Гарсия-и-Гарсия, Эльвира
Эльвира Гарсия-и-Гарсия (исп. Elvira García y García) — перуанская учительница и феминистка. Она основала пионерскую школу для девочек Liceo Peruano (1883), ведущее феминистское издание Liceo Fanning (1894—1914), и считается пионером в области женского образования в Перу. Основательница первого перуанского детского сада. Также известна как журналистка и автор многочисленных книг. Она была дочерью Аурелио Гарсиа-и-Гарсиа, контр-адмирала перуанского флота, который считался одним из «четырех асов» формирующегося флота Перу (наряду с Мигелем Грау и Лисардо Монтеро Флоресом).

## Написанные работы
- Уроки истории Перу (1894 — 1907)
- Подруга девушек (1894)
- Друг детей (1896)
- Кастильская композиция (1897 —1908)
- Женское образование, соответствующее социальной миссии женщин в Америке (1908)
- Уроки зоологии и гигиены (1909)
- Душа ребенка (1924), пролог Мануэля Висенте Вильярана
- Перуанские женщины на протяжении веков (2 тт. 1924 —1935), набор из нескольких десятков портретов перуанских женщин, но который был описан историком Рауль Поррас Barrenechea в своей книге перуанских исторические источники (1954) в качестве «арсенала недокументированная романтическая наивность
- Воспитание ребенка (1924)
- Дневник учителя (1927), работа, полная наблюдений за воспитанием молодежи.
- Обязательная литература (1927)
- История литературы (1927)
- Крестовый поход в пользу ребенка (1938)
- История детских садов в Лиме (1939)
- Воспитательная проблема (исследования и наблюдения) (1939)
- Перед человечеством (1942), произведение пацифистского характера
- Союз духовных сил (1943)
- Формируя будущее. Размышления о нравственной культуре (1944)
- Далекие голоса. Рассказы, легенды, стихи, стремления, размышления и стремление к миру (1944)
- Американское братство (1946)
- Дух сотрудничества (1947)
- Спасите детей! (1947)
- Женщина и дом (1947)
- Пути жизни (1948)